# Grizzly Flats
Grizzly Flats est une census-designated place du comté d'El Dorado, dans l'État de Californie, aux États-Unis,. En 2020, elle compte une population de 1 093 habitants.